# Mario Cantaluppi
Mario Cantaluppi (ur. 11 kwietnia 1974 w Zurychu) – szwajcarski piłkarz, występujący na pozycji obrońcy lub pomocnika, a także trener.

## Kariera klubowa
Cantaluppi profesjonalną karierę rozpoczynał w 1990 roku, w Grasshoppers Zurych. W debiutanckim sezonie rozegrał łącznie osiem spotkań w Nationallidze A i zdobył w nich jedną bramkę. Udało mu się, również wywalczyć z klubem mistrzostwo Szwajcarii. W kolejnych sezonach częściej grywał w pierwszym zespole, jednak jego drużyna nie odniosła już większych sukcesów.
W 1993 roku odszedł do ówczesnego drugoligowca – FC Basel. W pierwszym sezonie rozegrał 31 ligowych pojedynków i awansował z tą drużyną do ekstraklasy. Po powrocie do pierwszej ligi jego ekipa zajęła siódmą pozycję w rozgrywkach ligowych. W 1996 Basel uplasował się na piątym miejscu w tabeli. W tym samym roku Cantaluppi przeniósł się do Servette FC. Spędził tam dwa lata, a po tym czasie powrócił do Baselu. W trakcie drugiego pobytu w Bazylei zaczął odnosić sukcesy z tym klubem. Zdobył dwa mistrzostwa Szwajcarii oraz dwa Puchary Szwajcarii, a w 2002 jego drużyna dotarła do fazy grupowej drugiej rundy Ligi Mistrzów.
W 2004 roku przeszedł do niemieckiego 1. FC Nürnberg. Łącznie zagrał w Bundeslidze 58 razy, ale nie zdobył ani jednej bramki. Dwa lata po przyjściu do Niemiec, postanowił powrócić do ojczyzny, a konkretnie do FC Luzern.
Latem 2008 został zawodnikiem Sint-Truidense VV. Jednak już w swoim pierwszym sezonie, po zajęciu siedemnastej pozycji w lidze, jego drużyna spadła do drugiej ligi. W 2010 roku zakończył karierę.
| Sezon   | Klub                | Kraj       | Rozgrywki         | Mecze | Bramki |
| ------- | ------------------- | ---------- | ----------------- | ----- | ------ |
| 1990/91 | Grasshoppers Zurych | Szwajcaria | Nationalliga A    | 8     | 1      |
| 1991/92 | Grasshoppers Zurych | Szwajcaria | Nationalliga A    | 24    | 1      |
| 1992/93 | Grasshoppers Zurych | Szwajcaria | Nationalliga A    | 17    | 1      |
| 1993/94 | FC Basel            | Szwajcaria | Nationalliga B    | 31    | 5      |
| 1994/95 | FC Basel            | Szwajcaria | Nationalliga A    | 32    | 2      |
| 1995/96 | FC Basel            | Szwajcaria | Nationalliga A    | 26    | 1      |
| 1996/97 | Servette FC         | Szwajcaria | Nationalliga A    | 28    | 1      |
| 1997/98 | Servette FC         | Szwajcaria | Nationalliga A    | 18    | 3      |
| 1998/99 | FC Basel            | Szwajcaria | Nationalliga A    | 7     | 2      |
| 1999/00 | FC Basel            | Szwajcaria | Nationalliga A    | 30    | 3      |
| 2000/01 | FC Basel            | Szwajcaria | Nationalliga A    | 26    | 3      |
| 2001/02 | FC Basel            | Szwajcaria | Nationalliga A    | 18    | 2      |
| 2002/03 | FC Basel            | Szwajcaria | Nationalliga A    | 28    | 2      |
| 2003/04 | FC Basel            | Szwajcaria | Axpo Super League | 31    | 1      |
| 2004/05 | FC Basel            | Szwajcaria | Axpo Super League | 5     | 1      |
| 2004/05 | 1. FC Nürnberg      | Niemcy     | Bundesliga        | 26    | 0      |
| 2005/06 | 1. FC Nürnberg      | Niemcy     | Bundesliga        | 32    | 0      |
| 2006/07 | FC Luzern           | Szwajcaria | Axpo Super League | 30    | 3      |
| 2007/08 | FC Luzern           | Szwajcaria | Axpo Super League | 17    | 4      |
| 2007/08 | Sint-Truidense VV   | Belgia     | Eerste klasse     | 15    | 3      |
| 2008/09 | Sint-Truidense VV   | Belgia     | Tweede klasse     | 34    | 2      |
| 2009/10 | Sint-Truidense VV   | Belgia     | Eerste klasse     | 32    | 1      |

## Kariera reprezentacyjna
Cantaluppi jest byłym reprezentantem Szwajcarii. W drużynie narodowej rozegrał 24 spotkania i zdobył w nich cztery bramki. Pełnił ważną rolę w kadrze, podczas eliminacji do Mistrzostwa Europy 2004. Ostatecznie na ten turniej nie został powołany. Po tym wydarzeniu, nigdy więcej nie zagrał już w drużynie narodowej.